# Howard Phillips Lovecraft
Howard Phillips Lovecraft (pogosto zapisan kot H. P. Lovecraft), ameriški pisatelj grozljivk, fantazije in znanstvene fantastike, * 20. avgust 1890, Providence, Rhode Island, ZDA, † 15. marec 1937, Providence.
Lovecraftov največji navdih in hkrati izum je bil kozmicizem, pojem, da je za človeški um življenje nedoumljivo, da je vesolje v svojem bistvu tuje ter da tisti, ki pristno modrujejo, kot njegovi protagonisti, tvegajo zdravo pamet. Lovecraft je zaradi cthulhuovske mitologije pridobil številne oboževalce. Mite sestavlja niz ohlapno povezanih zgodb o panteonu človeštvu sovražnih bitij ter o Necronomiconu, izmišljeni knjigi magijskih obredov in prepovedanega znanja. Njegova dela so bila globoko pesimistična in cinična; izzivala so vrednote dobe razsvetljenstva, romantike in krščanskega humanizma. Lovecraftovi protagonisti običajno dosežejo zrcalno gnozo in mistično izkustvo, ko za trenutek uzrejo grozo najvišje resničnosti.
Čeprav je bilo Lovecraftovo bralstvo za časa njegove življenja omejeno, je njegov sloves po njegovi smrti rasel do te mere, da dandanes velja za enega izmed najbolj vplivnih piscev grozljivk 20. stoletja. Skupaj z Edgarjem Allanom Poeom je »neizmerno vplival na sledeče generacije pisateljev te zvrsti«. Stephen King je Lovecrafta oklical za »največjega pisca klasičnih grozljivih zgodb dvajsetega stoletja«.

## Življenje

### Zgodnje življenje
Lovecraft se je rodil v družinski hiši na Angell Street, v Providenceu, 20. avgusta 1890, ob 9:00 zjutraj. Bil je edini otrok Winfielda Scotta Lovecrafta, potujočega prodajalca nakita in dragocenih kovin, in Sarah Susan Phillips Lovecraft, katere ameriški predniki so bili kolonisti iz Massachusetts Baya, iz leta 1630. Njegova starša sta se poročila, ko sta bila v tridesetih letih, kar je bilo za tedanji čas nenavadno pozno. Leta 1893, ko je imel Howard tri leta, je njegov oče, ki je bil na službenem potovanju, v čikaški hotelski sobi postal akutno psihotičen. Winfielda so nato pripeljali nazaj v Providence in ga sprejeli v psihiatrično bolnišnico Butler Hospital, kjer je ostal do svoje smrti leta 1898. Lovecraft je vse do svoje smrti mislil, da je njegov oče umrl v stanju paralize, ki je bila posledica »živčne izmučenosti« zaradi pretiravanja z delom. Dandanes je skoraj povsem sigurno, da je bil dejanski vzrok smrti posledica okužbe s sifilisom. Ni znano ali se je mladi Lovecraft kdaj zavedal dejanske narave očetove bolezni ali njenega vzroka, čeprav je njegova mati verjetno vedela zanjo in se je preventivno zdravila s tinkturo arzena.
Po očetovi hospitalizaciji so Howarda vzgajali njegova mati, teti (Lillian Delora Phillips in Annie Emeline Phillips) in dedek Whipple Van Buren Phillips, ameriški poslovnež. Vseh pet je stanovalo skupaj v družinski hiši. Howard je bil čudežni otrok, ki je pri treh letih recitiral poezijo ter pisal samostojne pesmi pri šestih letih. Njegov dedek ga je spodbujal pri branju in ga zalagal s klasikami kot so Tisoč in ena noč, Age of Fable in Odiseja. V mlademu Lovecraftu je vzbudil tudi zanimanje za nenavadne zgodbe, vendar je njegovo mater skrbelo, da bi ga te zgodbe preveč vznemirile.
Lovecraft je bil kot otrok pogosto bolan. Menijo, da naj bi bilo nekaj teh bolezni gotovo psihosomatskih, čeprav je sam pripisoval svoje številne bolezni izključno telesnim vzrokom. Zaradi šibkega zdravja in nedisciplinirane, prepirljive narave, je bil komaj kaj prisoten v šoli; ko je dopolnil osem let, pa so ga po enem letu izpisali iz šole. Kljub temu je bil med tem obdobjem nenasiten bralec ter se navdušil nad kemijo in astronomijo. Od leta 1899 dalje je objavil celo nekaj kopij tovrstnih publikacij v reviji The Scientific Gazette. Štiri leta kasneje se je ponovno vpisal v javno šolo, in sicer v Hope Street High School. V mladosti naj bi Lovecraft trpel nočne strahove, redko parasomnično boleznijo. Sam je verjel, da so ga ponoči napadale grozne nočne pošasti. Poznavalci menijo, da so številna Lovecraftova kasnejša dela napisana po navdihu teh nočnih mor.
Dedova smrt leta 1904 je imela velik vpliv na njegovo življenje. Slabo upravljanje z dedovo zapuščino je družino pahnilo v tako slabo finančno stanje, da so se bili prisiljeni preseliti v precej manjše stanovanje na Angell Street. Lovecrafta je izguba rojstne hiše tako globoko prizadela, da je nekaj časa razmišljal o samomoru. Leta 1908, pred zaključkom srednje šole, je trdil, da je takrat doživel »živčni zlom« in posledično nikoli ni prejel srednješolskega spričevala (čeprav je večino življenja trdil, da je šolo zaključil). S. T. Joshi v svoji biografiji o Lovecraftu domneva, da so bile primarni vzrok za ta zlom težave pri učenju višje matematike, predmet, ki bi ga mogel obvladati, da bi lahko postal astronom. Neuspeh pri izobrazbi (želel je nadaljevati študij na Univerzi Brown) je bil vir razočaranja in sramu celo kasneje v njegovem življenju.
Lovecraft je že v mladosti napisal nekaj proze, vendar je bil v obdobju med 1908 in 1913 osredotočen predvsem na poezijo. V tem času je živel kot puščavnik in ni imel skoraj nobenega stika z ljudmi, razen s svojo materjo. To se je spremenilo, ko je poslal pismo v uredništvo šund revije The Argosy, kjer se je pritoževal nad neokusnostjo ljubezenskih zgodb enega izmed priljubljenih avtorjev te revije. Sledeča pisemska razprava v kolumni revije je pritegnila pozornost Edwarda F. Daasa, predsednika Združenega amaterskega novinarskega društva (UAPA), ki je leta 1914 Lovecrafta povabil naj se jim pridruži. UAPA je na Lovecrafta delovalo pozitivno in ga spodbudilo, da je prispeval številne pesmi in eseje. Leta 1917 se je na prigovarjanje dopisovalcev vrnil nazaj k prozi s kvalitetnejšimi zgodbami, kot na primer The Tomb in Dagon. Slednja je postala njegova prvo strokovno objavljeno delo; objavljena je bila v reviji The Vagrant novembra 1919 in v Weird Tales leta 1923. Takrat je začel graditi tudi ogromno mrežo dopisovalcev. Zaradi obsežnih in pogostih uradnih pisem je postal eden izmed velikih piscev pisem 20. stoletje. Med njegovimi dopisovalci so bili Robert Bloch (Psycho), Clark Ashton Smith in Robert E. Howard (Conan the Barbarian).
1919 leta so Lovecraftovo mati sprejeli v bolnišnico Butler Hospital, po tem ko je dolgo časa trpela za histerijo in depresijo. Kljub temu si je z Lovecraftom pogosto dopisovala. Z njim sta ostala v tesnih stikih vse do njene smrti 21. maja 1921, ki je bila posledica komplikacij pri operaciji žolčnika. Lovecrafta je njena smrt izjemno prizadela.

### Zakon in New York
Nekaj tednov po mamini smrti se je Lovecraft udeležil amaterskega novinarskega zborovanja v Bostonu, v Massachusettsu, kjer je spoznal Sonio Greene. Bila je ukrajinsko-židovskega porekla in sedem let starejša od Lovecrafta. Poročila sta se leta 1924 ter se nato preselila v Brooklyn. Lovecraftovi teti naj ne bi bili zadovoljni s to poročno zvezo, ker jima ni bilo všeč, da je bil Lovecraft poročen s trgovko (Greene je bila lastnica trgovine s klobuki). Na začetku je New York Lovecrafta povsem očaral, a se je par kmalu znašel v finančnih težavah. Greene je izgubila svojo trgovino in bolehala. Lovecraft ni mogel najti dela, da bi lahko oba preživljal, zato se je Sonia preselila v Cleveland, kjer je našla delo. Lovecraft je tako živel sam v soseski Red Hook in je posledično zasovražil življenje v New Yorku. Trdovratna resničnost neuspeha pri iskanju kateregakoli dela v okolju polnem priseljencev—kar se še posebej ni skladalo z njegovo samopodobo privilegiranega Anglosasa—naj bi zanetila njegov rasizem do stopnje strahu, čustva, ki ga je do konca izoblikoval v kratki zgodbi The Horror at Red Hook.
Nekaj let kasneje sta se Lovecraft in njegova žena, ki sta še vedno živela ločeno, sporazumela za prijateljsko ločitev, ki jo nikoli nista povsem dokončala. Lovecraft se je nato vrnil v Providence, kjer je živel s tetama do preostanka njunih življenj.

### Vrnitev v Providence
Ob vrnitvi nazaj v Providence je Lovecraft do leta 1933 živel v prostorni viktorijanski leseni hiši na 10 Barnes Street. Isti naslov je Lovecraft uporabil tudi za dom dr. Willetta iz zgodbe The Case of Charles Dexter Ward. Obdobje po vrnitvi v Providence — bilo je zadnje desetletje njegovega življenja — je bilo za Lovecrafta najbolj plodovito. V tem času je za vodilne šundovske publikacije (večinoma za Weird Tales) napisal skoraj vse svoje najbolj znane kratke zgodbe, kot tudi daljša dela: The Case of Charles Dexter Ward in At the Mountains of Madness. Poleg svojega pisanja je za druge avtorje revidiral njihova dela ter pisal za druge (na primer The Mound, Winged Death in Under the Pyramids).
Lovecraft se je na prvi pogled zdel kot tradicionalni ameriški konservativec, vendar je sam sebe dojemal kot »new deal demokrata« in bil goreč privrženec Roosevelta.
Kljub velikemu trudu pri pisanju, je postal še bolj reven. S preživelo teto se je bil prisiljen preseliti v manjše in siromašno stanovanje. Globoko ga je prizadel samomor Roberta E. Howarda. Leta 1936 je bil Lovecraft diagnosticiran z rakom na črevesju, trpel pa je tudi za podhranjenostjo. Do svoje smrti, 15. marca 1937 (Providence), je živel v nenehni bolečini.
Lovecraftovo ime je bilo zapisano skupaj z njegovimi starši na spomeniku družine Phillips. To za njegove oboževalce ni bilo dovolj, zato je 1977 skupina posameznikov zbrala denar in mu kupila nagrobni kamen na pokopališču Swan Point, kamor so zapisali Lovecraftovo ime, datum rojstva in smrti in stavek: »JAZ SEM PROVIDENCE« – citat iz enega izmed njegovih osebnih pisem.

## Ozadje Lovecraftovih del
H. P. Lovecraftovo ime je sinonim za grozljivke; njegovo pisanje, še zlasti »cthulhuovski miti«, so vplivali na pisatelje iz vsega sveta, lovecraftovske elemente pa lahko najdemo v romanih, filmih, glasbi, stripih in risankah. Številni sodobni pisatelji, vključno s Stephenom Kingom,  Bentleyjem Littleom,  Joeom R. Lansdaleom,  Alanom Mooreom,  Junji Ito,  F. Paulom Wilsonom, in Neilom Gaimanom, grozljivk navajajo Lovecrafta kot enega izmed njihovih glavnih vzornikov.
Lovecraft je bil, kljub dandanašnji slavi, za časa svojega življenja dokaj nepoznan. Čeprav so se njegove zgodbe pojavljale na straneh uglednih šundovskih revij, kot na primer Weird Tales (kjer so pogosto izvabljale burna pisma rednih bralcev revije), so le redki poznali njegovo ime. Navkljub neznanosti si je redno dopisoval s svojimi sodobniki, na primer z Clarkom Ashtonom Smithom in z Augustom Derlethom, s katerima je postal dober prijatelj, čeprav se nikoli niso srečali v živo. Ta skupina dopisovalcev je kasneje postala znana kot »Lovecraftov krog«, saj so si vsi prosto izposojali (z Lovecraftovim blagoslovom in vzpodbudo) elemente iz Lovecraftovih zgodb — skrivnostne knjige vznemirljivih imen, panteon starodavnih tujih bogov (Cthulhu in Azathoth) in pošastni kraji, kot je mesto Arkham in Miskatonska univerza — za uporabo v svojih delih.
Po Howardovi smrti je Lovecraftov krog nadaljeval z delovanjem. August Derleth je bil verjetno najbolj plodovit izmed teh pisateljev; k Lovecraftovi viziji je veliko dodal in jo razširil. Derlethovi prispevki so bili precej kontroverzni: Lovecraft nikoli ni dojemal svojega panteona tujih bogov kot kaj več kot pisateljsko orodje za pisanje zgodb, Derleth pa je ustvaril celotno kozmologijo, vključno z vojno med »dobrimi« starimi bogovi in »zlobnimi« zunanjimi bogovi, kjer naj bi »dobri« bogovi zmagali ter zaprli Cthulhua in ostale pod zemljo, v ocean itd., nato pa je še povezal različne bogove s tradicionalnimi štirimi elementi.
Lovecraftovo leposlovje nekateri kritiki delijo na tri kategorije. Kljub temu, da se Lovecraft se ni zgledoval po teh kategorijah, je nekoč zapisal: »Napisal sem poejevska dela in dunsanyjevska dela — ampak, na žalost — kje so moja lovecraftovska dela?«
- Grozljive zgodbe (približno 1905–1920)
- Sanjski cikel (približno 1920–1927)
- Cthulhuovski miti/lovecraftovski miti (približno 1925–1935)

Nekateri kritiki menijo, da je med sanjskim ciklom in cthulhuovskimi miti zelo malo razlike ter poudarjajo na pogosto pojavljanje Necronomicona in »bogov«. Pogosto razlagajo, da je sanjski cikel bliže fantazijski zvrsti, miti pa imajo več elementov znanstvene fantastike. Vrh tega se veliko nadnaravnih elementov v sanjskem ciklu dogaja v svoji sferi resničnosti ali mitološki dimenziji, ki je ločena od našega nivoja obstoja. Miti so, po drugi strani, postavljeni v isto resničnost in v kozmos, kjer živijo ljudje.
Lovecraft je številna dela napisal neposredno po navdihu njegovih nočnih strahov; morda je prav ta neposreden uvid v nezavedno in v simboliko nezavednega razlog, da so Lovecraftova dela še dandanes priljubljena.
Vsi ti interesi so Lovecrafta vodili do globljega spoštovanja del Edgarja Alana Poea, ki je imel velik vpliv na Lovecraftove zgodnje zgodbe in slog pisanja, za katerega sta značilna strašljivo vzdušje in preteči strahovi.
Odkritje Dunsanyjevih zgodb s celo galerijo mogočnih bogov, ki obstajajo  v sanjskih zunanjih svetovih, je Lovecraftovo pisanje premaknilo v novo  smer ter privedlo do serije posnemajočih zgodb, ki se odvijajo v  »sanjskih« svetovih.
Sledeč Lovecraftov navdih je izviral iz povsem druge smeri: znanstveni  napredek tedanjega časa na področjih kot so biologija, astronomija,  geologija in fizika je prikazal človeško raso kot nemočno, obsojeno na  mehanično in snovno vesolje in še bolj nepomembno kot prej. Te ideje so  kasneje botrovale nastanku nove Lovecraftove literarne smeri, imenovane  kozmicizem, in še bolj okrepile njegov ateizem.
Verjetno je bil vpliv Arthurja Machena  in njegovih skrbno sestavljenih zgodb o preživetju starodavnega zla v  sodobnem času drugače povsem realističnega sveta, in Machenova mistična  verovanja v skrivnosti, ki ležijo onstran resničnosti, zadnji sestavni  del, ki je končno navdihnil Lovecrafta, da je od 1923 leta dalje pisal s  svojim slogom.
Ta je dobil temačen ton z nastankom cthulhuovskih mitov, panteona tujih,  zunajdimenzionalnih božanstev in grozot, ki so starejša od človeštva in  na katere namigujejo na veke stari miti in legende. Izraz »cthulhuovski  miti« je po Lovecraftovi smrti skoval njegov dopisovalec in pisatelj,  August Derleth. Lovecraft je svojo umetno mitologijo šaljivo imenoval  »Yog-Sothothovstvo«.
Njegove zgodbe so ustvarile enega najbolj vplivnih literarnih prijemov  v celotnem žanru grozljivk: Necronomicon, skrivna knjiga urokov, ki jo je  napisal nori Arabec, Abdul Alhazred. Odmevnost in moč ideje o Mitih  je mnoge zapeljala v napačno prepričanje, da Lovecraftove zgodbe  temeljijo na že obstoječih mitih in okultnih  doktrinah. Tekom let po avtorjevi smrti so bile izdane tudi lažne  izdaje Necronomicona.
Njegova proza je nekoliko starinska. Pogosto je uporabljal arhaično  besedišče ali črkovanje, ki so ga že za časa njegovega življenja  nadomestile sodobne besede. Zelo rad se je posluževal ezoteričnega  besednjaka, kot so na primer besed eldritch  (»grozljiv«), rugose (»raskav«), noisome (»škodljiv, ogaben«), squamous (»luskav«), ichor  (redka tekočina, ki se pretaka v žilah (grških) bogov) in cyclopean (»kiklopski«). Nekateri so Lovecrafta  kritizirali zaradi njegovih neposrečenih in površnih poskusov  transkripcije narečnega govora. Njegova dela vsebujejo tudi britansko  angleščino, kot na primer »colour« in »honour« (bil je namreč anglofil), včasih pa je besede zapisoval  tudi anahronistično, na primer »compleat« (za »complete«), »shew« (za  »show«), »lanthorn« (za »lantern«) itd.

## Tematika
V Lovecraftovih zgodbah se pogosto ponavljajo sledeče teme:

### Prepovedano znanje
V uvodnih besedah zgodbe Cthulhujev klic iz leta 1926 je Lovecraft zapisal:
Najbolj milostna stvar na svetu, tako vsaj menim, je nezmožnost človeškega uma, da bi med sabo povezal vse svoje vsebine. Živimo na spokojnem otoku nevednosti sredi neskončnih črnih morij, in ni nam dano, da bi se od njega prav dosti oddaljili. Znanosti raziskujejo vsaka v svojo smer, kar nam do zdaj ni pretirano škodovalo, toda nekega dne se bodo ločena znanja sestavila in razprla tako strašljive poglede na resničnost in na naše mesto v njej, da se nam bo ob spoznanju bodisi omračil um ali pa bomo iz svetlobe pobegnili v mir in zavetje novega mračnega veka.
Ko se taki razgledi odprejo, je pogosto protagonistov-raziskovalčev um uničen. Tistim, ki dejansko srečajo »živo« manifestacijo nepojmljivega, se običajno zmeša, kot v primeru naslovnega junaka zgodbe The Music of Erich Zann. Zgodba pripoveduje o norem nemem virtuozu na violo, čigar okno stanovanja v šestem nadstropju je edino, ki je dovolj visoko, da nudi pogled čez zid na skrivnostno, izginjajočo pariško ulico — čez zid, kjer na drugi strani kraljujejo nerazložljive grozote.
Podobno v svojem zadnjem in morda najbolj zrelem romanu At The Mountains Of Madness razkriva obstoj (nečloveškega) starodavnega odročnega in zaledenelega mesta v osrčju ledenih puščav Antarktike. Z zgodbi junaki odkrijejo pravi izvor človeštva (slučajne »igrače«, ustvarjene za zabavo Velikih Starodavnih). Mnogo članov odprave je ubitih, eden pa neozdravljivo znori zaradi starodavnega znanja in neprijetnih dogodkov, katerim je podvržena odprava. Tema »prepovedanega znanja« odzvanja že v prvih stavkih zgodbe: »H govoru me sem prisiljen, ker ljudje znanosti niso upoštevali mojih nasvetov, ne vedoč zakaj.«
Liki, ki skušajo uporabiti takšno znanje so skoraj brez izjeme pogubljeni. Včasih njihovo delo privabi pozornost zlohotnih bitij; spet drugič pa jih uničijo pošasti, ki so jih ustvarili sami.

### Nečloveški vplivi na človeštvo
Bitja Lovecraftovih mitov imajo pogosto človeške (ali večinoma človeške) služabnike; na primer, Cthulhuja z raznimi imeni častijo nekateri kulti Eskimov iz Grenlandije, vudu krogi iz Louisiane ter druge skupine po svetu.
Ti častilci Lovecraftu služijo kot uporabno pripovedno orodje. Mnoga bitja v Mitih so bila premočna, da jih lahko ljudje premagali, ter tako grozljiva, da je njihovo neposredno poznavanje za žrtev pomenilo gotovo norost. Ko se je avtor ubadal s temi bitji je potreboval ekspozicijo in naraščanje napetosti, ne da bi zgodbo prehitro končal. Liki človeških častilcev so mu nudili način za razkrivanje informacij o njihovih »bogovih« v razredčeni obliki in omogočali protagonistom, da so občasno dosegli kakšno ničvredno zmago. Lovecraft si je, tako kot njegovi sodobniki, predstavljal »divjake« kot ljudi, ki so bližje zemlji, le da je v Lovecraftovem primeru to pomenilo bližje Cthulhuju.

### Podedovana krivda
Druga ponavljajoča se tema v Lovecraftovih zgodbah je zamisel, da potomci v krvni liniji nikoli ne morejo ubežati madežem zločinov, ki so jih zakrivili njihovi predniki; vsaj če so zločini zelo kruti. Potomci so lahko od zločina zelo oddaljeni (tako v času, prostoru, kot tudi v krivdi), vendar se jih bo prekletstvo še vedno oklepalo (The Rats in the Walls, The Lurking Fear, Arthur Jermyn, The Alchemist, The Shadow Over Innsmouth in The Case of Charles Dexter Ward).

### Usoda
V Lovecraftovih delih protagonist pogosto nima nadzora nad svojimi dejanji ali pa ni zmožen spremeniti njihovega poteka. Številni njegovi junaki bi se rešili nevarnosti, če bi preprosto zbežali proč, vendar se ta priložnost nikoli ne pojavi ali pa jo zunanja sila nekako izniči, kot na primer v The Colour Out of Space in The Dreams in the Witch House. Nemalokrat so njegovi liki podvrženi prisilnim vplivom močnih in zlohotnih ali brezbrižnih bitij. Tako kot pri neizogibnosti usode posameznikove krvne linije tudi tukaj beg, ali celo smrt, ne nudi varnosti (The Thing on the Doorstep, The Outsider, The Case of Charles Dexter Ward itd.). V nekaterih primerih je ta poguba prisotna pri celotnem človeštvu in zato pobeg in mogoč (The Shadow Out of Time).

### Civilizacija v nevarnosti
Lovecraft je bil seznanjen z deli nemškega konservativno-revolucionarnega teoretika Oswalda Spenglerja, čeprav malo Lovecraftovih oboževalcev to ve. Spenglerjeva pesimistična teza o dekadenci sodobnega zahodnega sveta je oblikovala ključen element v Lovecraftovemu vsesplošno antimodernemu, konservativnemu pogledu na svet. Spenglerjevski prizori cikličnega propada so še zlasti prisotni v delu At the Mountains of Madness. V knjigi H.P. Lovecraft: The Decline of the West S. T. Joshi postavi Spenglerja v središče razprave o Lovecraftovih političnih in filozofskih idejah. Lovecraft je Clarku Ashtonu Smithu leta 1927 napisal: »Prepričan sem, in sem bil dolgo preden je Spengler dal svoj učenjaški dokaz o tem, da je naša mehanična in industrijska doba odkrito dekadentna.« (glej Miévilleov uvod v At the Mountains of Madness, Modern Library Classics, 2005.) Lovecraft je poznal tudi dela še enega izmed nemških intelektualcev, ki se je v filozofski struji ukvarjal s človeško dekadenco: Friedricha Nietzscheja.
Lovecraft se je pogosto ukvarjal z idejo o civilizaciji, ki se upira bolj barbarskim in primitivnim elementom. V nekaterih zgodbah se ta upor pojavlja na posameznikovemu nivoju; mnogo njegovih protagonistov je omikanih šolanih ljudi, ki ji nekakšen nejasen in strašen vpliv počasi kvari.
V takšnih zgodbah je »prekletstvo« pogosto podedovano zaradi parjenja z nečloveškimi vrstami (Facts Concerning the Late Arthur Jermyn and His Family in The Shadow over Innsmouth) ali pa zaradi magičnih vplivov (The Case of Charles Dexter Ward). Telesni in umski razkroj se v takih primerih največkrat pojavita sočasno. Ta tema »nečiste krvi« morda predstavlja pisateljevo zaskrbljenost zaradi njegove družinske zgodovine, še posebej zaradi očetove smrti, ki je bila verjetno posledica sifilisa.
V drugih zgodbah celotni civilizirani družbi grozi barbarstvo. Včasih se to barbarstvo pojavi kot zunanja grožnja, kjer človeštvo uniči vojna (npr. Polaris); spet drugič izoliran košček človeštva po lastni krivdi zapade v dekadenco in atavizem (The Lurking Fear). Največkrat pa tovrstne zgodbe opisujejo civilizirano kulturo, ki jo postopoma spodkopava zloben nižji razred, na katerega vplivajo nečloveške sile.
Ne obstaja dovolj dokazov o tem ali je postopna izguba angleškega ugleda in z njim povezanimi konflikti (burske vojne, Indija, prva svetovna vojna) imela vpliv na Lovecraftov pogled na svet. Najverjetneje je tedanji čas Lovecrafta razočaral, ker je bil še vedno nepoznan in nepriznan, hkrati pa se je v revščini boril za osnovne življenjske potrebščine in opazoval neevropske priseljence v New Yorku.

### Rasa, etnična identiteta in razred
Lovecraft je živel v času, ko so bila v ZDA razširjena gibanja zagovornikov evgenike, antikatolicizma, nativizma, strogega rasnega ločevanja in zakonov o križanju ras. Njegovo pisanje zato odseva to družbeno in intelektualno okolje. Pogost literarni prijem v Lovecraftovih delih je pripisovanje vrlin, razuma, civiliziranosti in razsodnosti višjemu sloju belih anglosaških protestantov. Ti se nemalokrat pojavijo kot kontrast pokvarjenim, umsko šibkejšim, neciviliziranim in nerazsodnim lastnost, ki jih pisatelj povezuje z nižjimi družbenimi sloji in z ljudmi, ki niso anglosaškega porekla — še posebej s temnopoltimi. Zanj je bila angleška kultura sorazmeren vrhunec civilizacije, potomci Angležev v Ameriki pa so mu predstavljaji drugorazredne ločine; vsi ostali so bili pod njimi.
Etnična identiteta je bila za Lovecrafta bolj pomembna kot rasa; najbolj je občudoval Anglosase, ne pa tudi belce na splošno. Belce evropskih etničnih skupin, ki niso anglosaškega porekla, pisatelj v svojih delih pogosto podcenjuje. Degenerirani potomci danskih priseljencev v gorovju Catskill, »ki se natanko skladajo z dekadentnimi white trash elementi na jugu Združenih držav,« so pogoste tarče. V delu The Temple ima vlogo izjemno brezčutnega pripovedovalca nemški kapitan podmornice iz Prve svetovne vojne, čigar vera v »nemško železno voljo« in nadmoč Tretjega rajha ga vodi v pokol nemočnih ljudi na rešilnih splavih in, kasneje, še svoje posadke, hkrati pa ga prav ta vera zaslepi, da ne vidi prekletstva, ki ga je priklical nadse.
Razlikovanje med družbenimi sloji je oblikovalo Lovecraftov pogled na svet skoraj v tolikšni meri kot etnična identiteta. Pripovedovalec v zgodbi Cool Air o revnih Špancih v njegovi soseski govori prezirljivo, vendar obenem spoštuje in občuduje bogatega in aristokratskega dr. Muñoza, ki ga opiše kot »človeka plemenite krvi, omike in razsodnosti.«
S. T. Joshi omenja: »Ni mogoče zanikati obstoja Lovecraftovega rasizma, vendar ga ne moremo kar odsloviti kot tipičnega za njegov čas, kajti zdi se, da Lovecraft izraža svoje poglede bolj odločno kot številni drugi ljudje njegovega časa. Prav tako je nespametno zanikati, da njegovo leposlovje ni do neke mere rasistično.« Michael Houellebecq v svoji knjigi H. P. Lovecraft: Against the World, Against Life pravi, da je »rasno sovraštvo pisatelju nudilo čustveni naboj in navdih za njegova največja dela.«
Nedavne raziskave so začele dvomiti ne v Lovecraftov rasizem, temveč v njegovo predanost prej omenjenim teorijam. Na primer, Michaelova Gurnowa študija zgodbe The Dunwich Horror razkriva, da je Lovecraft iz afroameriških dvojčkov na koncu besedila naredil mučenika ter tako namiguje, da je, vsaj deloma in v različnih obdobjih svojega življenja, pisatelj premislil in dvomil o verodostojnosti svojih rasnih nazorov.
Sodeč po biografiji L. Sprague de Campa je Lovecraft svoje nazore precej ublažil proti koncu življenja, ko je začel več potovati in prišel v stik z ljudmi različnih etničnih porekel. Biograf piše, da je bil Lovecraft zgrožen, ko je slišal poročila o antisemitskemu nasilju v Nemčiji v  1930. letih, in dogodke obsodil kot nespametne. Sprague de Camp trdi tudi, da je Lovecraft užival, če je lahko razjaril ljudi, ki so se mu zdeli intelektualno šibkejši kot on, tako da je brezčutno rekel, kar se mu je zdelo, da jih bo najbolj užalilo. Sprague de Camp sklepa, da so vsaj nekatera poročila o Lovecraftovemu rasizmu izvirala prav iz pisateljevega roganja ljudem.

#### Primeri
V osebnih pismih je bil Lovecraft jasen in iskren v izražanju svojega rasizma. Na primer, o judih je zapisal:
Množica sodobnih židov je brezupna, vsaj kar se Amerike tiče. So stvaritev tuje krvi in v sebi nosijo tuje ideale, nagone in čustva, ki za vedno preprečujejo možnost vsesplošne asimilacije ... Na naši strani obstaja srhljiva telesna mržnja do večine semitskih tipov ... kjerkoli se potepuški žid potepa, se bo moral zadovoljiti s svojo lastno družbo, dokler ne izgine ali pa ga naša stran, v nenadnem izbruhu telesnega sovraštva, ne iztrebi. Tudi jaz sem se počutil, kot da bi jih zlahka poklal ducat ali dva, ko sem bil stlačen v newyorški podzemni železnici.
V istem pismu (št. 60) Lovecraft nadaljuje:
Vsa vprašanja, ki so bila aktualna v biblijskih časih, so sedaj mrtva — tako kot tudi rase. Današnji tako imenovani Judi so ali Kartežani ali debeli mongoloidi iz osrednje Azije, »kristjani« pa so zdravi arijski pogani, ki so prevzeli zunanje oblike religije, katere izvirna mlahavost bi se jim zdela odvratna.